# Spliff
Spliff was een Duitse rockband die in 1980 door de musici Herwig Mitteregger (slagwerk en zang), Reinhold Heil (keyboard en zang), Bernhard „Potsch“ Potschka (gitaar) en Manfred Praeker (basgitaar en zang) opgericht werd. Het muzikale repertoire van de groep bestond uit een verbinding van rock met elektronische muziek. Vooral de in die tijd nieuwe en populaire elektronische drumsynthesizer Simmons SDS-7 was karakteristiek voor het geluid van deze groep. 

## De band
De vier musici hadden allen gespeeld in de begeleidingsband van Nina Hagen, de Nina Hagen Band. Drie van hen speelden voordien in de politrock-groep Lokomotive Kreuzberg, terwijl Reinhold Heil in de jazzformatie Bakmak gespeeld had.
Na onenigheid met 'La Hagen' zetten de vier een soort rockopera op poten, in samenwerking met de zanger Alf Klimek ("Klimax"), de diskjockey Rik Delisle en de zangeressen Lisa Bialac en Lyma Russel. Deze show, die klonk als een radioprogramma van circa een uur (inclusief ludieke reclames), heette de Spliff Radio Show. Zij toerden daarmee door Duitsland en maakten een album dat (bij CBS) werd uitgebracht. 
Na het verschijnen van hun eerste album in het Duits getiteld 85555 (er bestaat ook een Engelse versie van) werd Spliff gerekend tot de Neue Deutsche Welle. Hun grootste hits uit die tijd zijn: Heut' Nacht en vooral het werk Carbonara, dat in 1982 een echte zomerhit werd. 
De singles Déjà vu (afkomstig van 85555) en Das Blech (afkomstig van Herzlichen Glückwunsch) bereikten eveneens hitstatus.
Hoewel twee van bovengenoemde hits geschreven werden door Reinhold Heil geldt de drummer Herwig Mitteregger voor velen als de meest extraverte en meest interessante musicus van de groep. In 1984 verscheen het laatste echte Spliff-album, getiteld Schwarz auf Weiß met als single Radio. De band werd nooit officieel opgeheven.
In het jaar 2004 kwamen Manfred Praeker en Bernhard Potschka weer bijeen en richtten samen met sponsor en manager Andy Eder en de musici Ron Spielman, Peter Stahl, Benny Greb en Minas Suluyan een vervolgband op met als naam Bockx auf Spliff. Deze band speelt zowel oude Spliff-Songs als nieuw werk.

## Solocarrières
Manfred Praeker produceerde in 1982 het album van Nena. Het lied Einmal ist keinmal is afkomstig van Spliff. In 1986 produceerde Praeker het album Die Ärzte van de gelijknamige band Die Ärzte. 
Herwig Mitteregger maakte enkele succesvolle soloalbums. Hij nam met zijn vriendin uit die dagen Ulla Meinecke de song Feuer unter'm Eis op dat op haar LP werd uitgebracht. Reinhold Heil, Manfred Praeker en Bernhard Potschka richtten in 1987 de groep Froon op, die slechts een klein hitje scoorde met Bobby Mugabe en reeds in 1989 weer uiteenviel. 
Ook het project Perxon of Potschka Perxon (1992 - 1993) van Potschka in samenwerking met anderen vond weinig weerklank.
Reinhold Heil bereikte samen met zijn vriendin Rosemarie Precht, die tot dan toe ook als toetsenist voor Ulla Meinecke gewerkt had, groot succes met zijn project Cosa Rosa. Zij deden in 1983 de LP Traumstation het licht zien. Het daarvan afkomstige lied Rosa auf Hawaii behaalde platina. Daarna produceerde Heil de albums Kein Zufall en Cosa Rosa. De daarvan afkomstige singles Gefühle en Millionenmal waren eveneens zeer succesvol. Rosa Precht stierf aan maagkanker toen zij 36 jaar oud was. Reinhold Heil werkt nu in de VS, waar hij als maker van filmmuziek succesvol is. Zo maakte hij bijvoorbeeld de filmmuziek voor Lola rennt en Das Parfüm.
De voormalige Spliff-leden zijn nog steeds als muzikanten, componisten en producenten actief.

## Discografie
- 1981 The Spliff Radio Show LP vinyl, 1985 CD (CDCBS 32369)
- 1982 85555 LP vinyl (CBS 85555)
- 1983 Herzlichen Glückwunsch LP vinyl (CBS 25152)
- 1984 Schwarz auf Weiß LP vinyl (CBS 26140)
- 1990 Remix-CD (CBS 467505 2)
- 1993 Alles Gute Recompilatie
- 1995 CD (Sony 5099747841125)